# Turó de Comadebò
El Turó de Comadebò és una muntanya de 696 metres que es troba entre els municipis d'Orís i Sant Vicenç de Torelló, a la comarca d'Osona.